# Pelle Larsson
Pelle Gustav Gösta Larsson (Estocolmo, 23 de fevereiro de 2001) é um jogador sueco de basquete profissional que atualmente joga no Miami Heat da National Basketball Association (NBA).
Ele jogou basquete universitário pela Universidade de Utah e pela Universidade do Arizona e foi selecionado pelo Houston Rockets como a 44º escolha geral no draft da NBA de 2024.

## Início da vida e carreira
Larsson cresceu em Estocolmo, Suécia, e é filho de Christian Larsson, ex-membro da Seleção Sueca. Quando jovem, ele jogou pelo Skuru IK antes de se mudar para o norte aos 16 anos para se juntar ao BC Luleå. Ele jogou duas temporadas com RIG Luleå e BC Luleå na Liga Sueca, sendo nomeado a Estrela do Ano em sua primeira temporada no nível mais alto com médias de 7,6 pontos, 2,8 rebotes, 1,9 assistências e 0,8 roubos de bola.

## Carreira universitária
Larsson se mudou para os Estados Unidos em 2020 para jogar pela Universidade de Utah. Ele foi titular em sete jogos em sua temporada de calouro e teve médias de 8,2 pontos, 3,2 rebotes e 2,8 assistências; ele teve 50,0% em arremessos de 3 pontos em jogos da conferência, o que foi o terceiro melhor na Pac-12, e ele ficou em segundo na conferência com 88,3% de seus lances livres convertidos. Ele anunciou uma transferência para a Universidade do Arizona após sua única temporada em Utah.
Em sua primeira temporada no Arizona, Larsson foi nomeado o Sexto Homem do Ano da Pac-12 e jogou em todos os 37 jogos com médias de 7,2 pontos, 3,4 rebotes e 1,8 assistências. Na temporada seguinte, ele jogou em todos os 35 jogos e teve 18 como titular com médias de 9,9 pontos e 4,3 rebotes. Ele inicialmente entrou no draft da NBA de 2023, mas depois anunciou que retornaria ao Arizona para seu último ano.

## Carreira profissional

### Miami Heat (2024–Presente)
Em 27 de junho de 2024, Larsson foi selecionado pelo Houston Rockets como a 44ª escolha geral no draft da NBA de 2024. No entanto, na noite do draft, ele foi negociado com o Miami Heat em troca de AJ Griffin por meio de uma troca tripla com o Atlanta Hawks. Em 2 de julho, ele assinou um contrato de 3 anos e US$5.4 milhões com Miami.
Larsson fez sua estreia na NBA em 23 de outubro de 2024, em uma derrota por 116-97 para o Orlando Magic, marcando 2 pontos.

## Carreira na seleção nacional
Larsson representou a Seleção Sueca nos níveis sub-16, sub-18 e sênior, incluindo uma média de 6,3 pontos nas eliminatórias da Copa do Mundo de Basquete de 2023.

## Estatísticas da carreira

### Universidade
| Ano      | Equipe   | PJ  | PT | MPJ  | AP   | 3P   | LL   | RT  | AS  | BR | TO | PPJ  |
| -------- | -------- | --- | -- | ---- | ---- | ---- | ---- | --- | --- | -- | -- | ---- |
| 2020–21  | Utah     | 25  | 18 | 26.6 | .467 | .463 | .883 | 3.2 | 2.8 | .7 | .5 | 8.2  |
| 2021–22  | Arizona  | 37  | 2  | 20.7 | .478 | .363 | .813 | 3.4 | 1.8 | .8 | .2 | 7.2  |
| 2022–23  | Arizona  | 35  | 18 | 27.4 | .472 | .356 | .835 | 4.3 | 3.1 | .8 | .2 | 9.9  |
| 2023–24  | Arizona  | 36  | 36 | 30.1 | .519 | .426 | .750 | 4.1 | 3.7 | .9 | .2 | 12.8 |
| Carreira | Carreira | 133 | 74 | 26.1 | .484 | .401 | .820 | 3.7 | 2.8 | .7 | .2 | 9.5  |

## Links externos
- Biografia do Arizona Wildcats
- Biografia do Utah Utes